# راؤول ليزواين
راؤول ليزواين كروز (بالإسبانية: Raúl Lizoain Cruz)‏ (مواليد 27 يناير 1991 - لاس بالماس ، إسبانيا) لاعب كرة قدم إسباني ، يلعب حاليًا لنادي لاس بالماس الإسباني في مركز حراسة المرمى.

## روابط خارجية
- راؤول ليزواين على موقع قاعدة بيانات كرة القدم.إي يو (الإنجليزية)
- راؤول ليزواين على موقع Soccerway.com (الإنجليزية)
- راؤول ليزواين على موقع AS.com (الإسبانية)